# Prélude et fugue en si majeur (BWV 892)
Le Clavier bien tempéré II
Pour un article plus général, voir Le Clavier bien tempéré.
Vous lisez un « article de qualité » labellisé en 2020.
Le prélude et fugue en si majeur, BWV 892 est le 23e couple de préludes et fugues du second livre du Clavier bien tempéré de Jean-Sébastien Bach, compilé de 1739 à 1744.
Alors que Bach terminait le premier cahier par une grande fugue en si mineur, lors de la compilation du second, vingt ans plus tard, le compositeur place à la 24e et dernière position une brève fugue aux allures de fughetta. C'est donc au majeur, pour ce 23e diptyque en si, qu'il réserve une double fugue d'une envergure plus grande encore (104 mesures, contre 76 pour le premier livre et presque égale à la précédente en si bémol mineur).
Le prélude qui l'introduit — à rapprocher des préludes en ré mineur et fa dièse majeur — est conçu sous la forme d'une toccata chatoyante et pleine de joie de vivre. La fugue, de Stile antico, est portée par un sujet d'une grande dignité, dont les quatre voix s'exposent du grave à l'aigu. Bach réalise une pièce d'une grande majesté.
Les deux cahiers du Clavier bien tempéré sont considérés comme une référence par nombre de compositeurs et pédagogues. D'abord recopiés par les musiciens, puis édités au début du XIXe siècle, outre le plaisir musical du mélomane, ils servent depuis l'époque de leur composition à l'étude de la pratique du clavier et à l'art de la composition.

## Contexte
Le Clavier bien tempéré est tenu pour l'une des plus importantes œuvres de la musique classique. Elle est considérée comme une référence par Joseph Haydn, Mozart, Beethoven, Robert Schumann, Frédéric Chopin, Richard Wagner, César Franck, Max Reger, Gabriel Fauré, Claude Debussy, Maurice Ravel, Igor Stravinsky, Charles Koechlin et bien d'autres, interprètes ou admirateurs. Hans von Bülow la considérait non seulement comme un monument précieux, mais la qualifiait d’Ancien Testament, aux côtés des trente-deux sonates de Beethoven, le Nouveau Testament.
Les partitions, non publiées du vivant de l'auteur, se transmettent d'abord par des manuscrits, recopiées entre musiciens (enfants et élèves de Bach, confrères…) jusqu'à la fin du XVIIIe siècle avec déjà un succès considérable. Grâce à l'édition, dès le début du XIXe siècle, leur diffusion s'élargit. Elles trônent sur les pupitres des pianistes amateurs et musiciens professionnels, et se donnent au concert, comme Chopin qui en joue pour lui-même une page, avant ses apparitions publiques. L'œuvre est utilisée dès Bach et jusqu'à nos jours, pour la pratique du clavier mais également pour l'enseignement de l'art de la composition ou de l'écriture de la fugue. La musique réunie dans ces pages est donc éducative, mais également plaisante, notamment par la variété, la beauté et la maîtrise de son matériau.
Chaque cahier est composé de vingt-quatre diptyques (préludes et fugues) qui explorent toutes les tonalités majeures et mineures dans l'ordre de l'échelle chromatique. Le terme « tempéré » (Gamme tempérée) se rapporte à l'accord des instruments à clavier, qui pour moduler dans des tons éloignés, nécessite de baisser les quintes (le ré bémol se confondant avec le do dièse), comme les accords modernes. Ainsi l'instrument peut jouer toutes les tonalités. Bach exploite donc de nouvelles tonalités quasiment inusitées de son temps, ouvrant de nouveaux horizons harmoniques.
Les préludes sont inventifs, parfois proches de l'improvisation, reliée à la tradition de la toccata, de l'invention ou du prélude arpégé. Les fugues n'ont rien de la sécheresse de la forme, que Bach rend expressive. Elles embrassent un riche éventail de climats, d'émotions, de formes et de structures qui reflètent tour à tour la joie, la sérénité, la passion ou la douleur et où l'on trouve tout un monde vibrant d'une humanité riche et profonde. Certaines contiennent plusieurs procédés (strette, renversement, canons, etc.), d'autres non, dans une grande liberté et sans volonté de systématisme, ce qu'il réserve à son grand œuvre contrapuntique, L'Art de la fugue, composé entièrement dans une seule tonalité, le ré mineur.

## Prélude
L'œuvre « constitue l'une des plus impressionnantes paires du volume II du Clavier bien tempéré, au même niveau élevé que le précédent » et la fugue « est l'une des plus parfaites et des plus équilibrées du recueil ». Le prélude, noté , est composé de 46 mesures.
« Nouveau miracle d'ingénuité, de délicatesse » et de joie de vivre, aux allures de toccata, mais composé comme un concerto virtuose ou une sonate, il est à rapprocher des préludes en ré mineur et fa dièse majeur, qui forment tous les trois un groupe utilisant un matériau similaire (style de toccata, doubles croches en accords brisés, etc.), mais dans un contexte différent.
Il comprend quatre sections : mesures 1–12, 12–23, 24–36, puis la réexposition abrégée, mesures 37–46. La réexposition est précédée d'accords dissonants répétés huit fois à la main gauche (mesure 35).
La première section ressemble fortement au prélude en la bémol majeur du premier livre. Après l'introduction à deux voix, est conviée une troisième (mesure 12) qui ne survit que deux ou quatre mesures à chaque fois (mesure 24), mais ressemble au traitement d'une sonate en trio. Deux passages en roulades (mesures 17 et 29) séparent ces trios.
« C'est Mozart que l'on croit entendre d'avance dans le dialogue exquis qui s'amorce […] mesure 23 », sur un accompagnement de basse d'Alberti. Dans l'œuvre de Bach, le climat le plus proche, est celui de la sonate en ré majeur pour viole de gambe (BWV 1028), où se retrouve par exemple « une pause emphatique sur la dominante, précédée par huit accords répétés et dissonants dans la main gauche ». Au point de vue de la difficulté technique du clavier, la pièce est comparable au prélude de la Partita en sol majeur, BWV 829 (1730).

## Fugue
La fugue à quatre voix, notée , est longue de 104 mesures. Bach réalise « une œuvre majestueuse, d'une richesse extraordinaire […] l'une des plus belles pages du second livre »,. En revanche en regard, la fugue suivante « paraît décevante pour servir de conclusion à un tel recueil de chefs-d'œuvre ». Sans être parmi les réalisations les plus significatives du Clavier bien tempéré — elle n'utilise aucun procédé du genre renversement ou strette —, « cette fugue n’est que splendeur et harmonie ».
Elle est une double fugue de stile antico qui présente de notables parallélismes avec L'Art de la fugue (dans les Contrapuncti 4 et 10), incluant sa leçon de contrepoint — les sujets en contrepoint renversable ou le divertissement à trois voix mesures 64–74 en sont de bons exemples — et ses voix croisées.
Bach réserve généralement ses grands moments de contrepoint strict pour les tonalités en mineures. Cette fugue en si majeur est une exception qui forme avec son prélude une paire des plus impressionnantes du second livre et du même niveau que la précédente et une des fugues à l'écriture à quatre parties parmi les plus sereines du recueil.
Le sujet, en notes disjointes en blanches, s’étale sur une octave, avec une grande dignité et simplicité. Ses premières notes reprennent simplement le court accord final du prélude.

Pendant l'exposition, les voix entrent du grave à l'aigu, avant une nouvelle entrée de la basse (mesure 19) et une expressive cadence à la dominante (mesure 27). Un motif tout en croches descendantes apparaît, combiné à la réponse au ténor. La pièce se transforme alors en double-fugue, puisque ce thème (ou second sujet) accompagne systématiquement le sujet (sauf à l'entrée de la basse, mesure 75), une mesure après celui-ci. Ils se combinent à l'octave (mesure 27) ou à la douzième (mesures 42–45, 53–58), avec un changement d'entrée un temps avant (mesure 60). Les intervalles privilégiés de cette combinaison des deux sujets favorisent les tierces et les sixtes. L'apparition du second sujet, de nature calme, « exprime un sentiment de résolution teinté de légère nostalgie ».
L'entrée du sujet à la basse (mesure 75) réserve le même effet que les entrées finales de la fugue en fa mineur et la fugue si mineur du premier livre.

Le contre-sujet a une allure fortement contrastée au sujet, mais s'avère tout aussi beau et d'une force égale, dans sa montée vers les hauteurs qui anime toute l’exposition.

## Manuscrits
Parmi les sources, les manuscrits considérés comme les plus importants sont de la main de Bach ou d'Anna Magdalena. Ils sont :
- source « A », British Library Londres (Add. MS. 35 021), compilé dans les années 1739–1742[26]. Comprend 21 paires de préludes et fugues : il manque  ut  mineur, ré majeur et fa mineur (4, 5 et 12), perdues[26] ;
- source « B », Bibliothèque d'État de Berlin (P 430), copie datée de 1744, de Johann Christoph Altnikol[27].

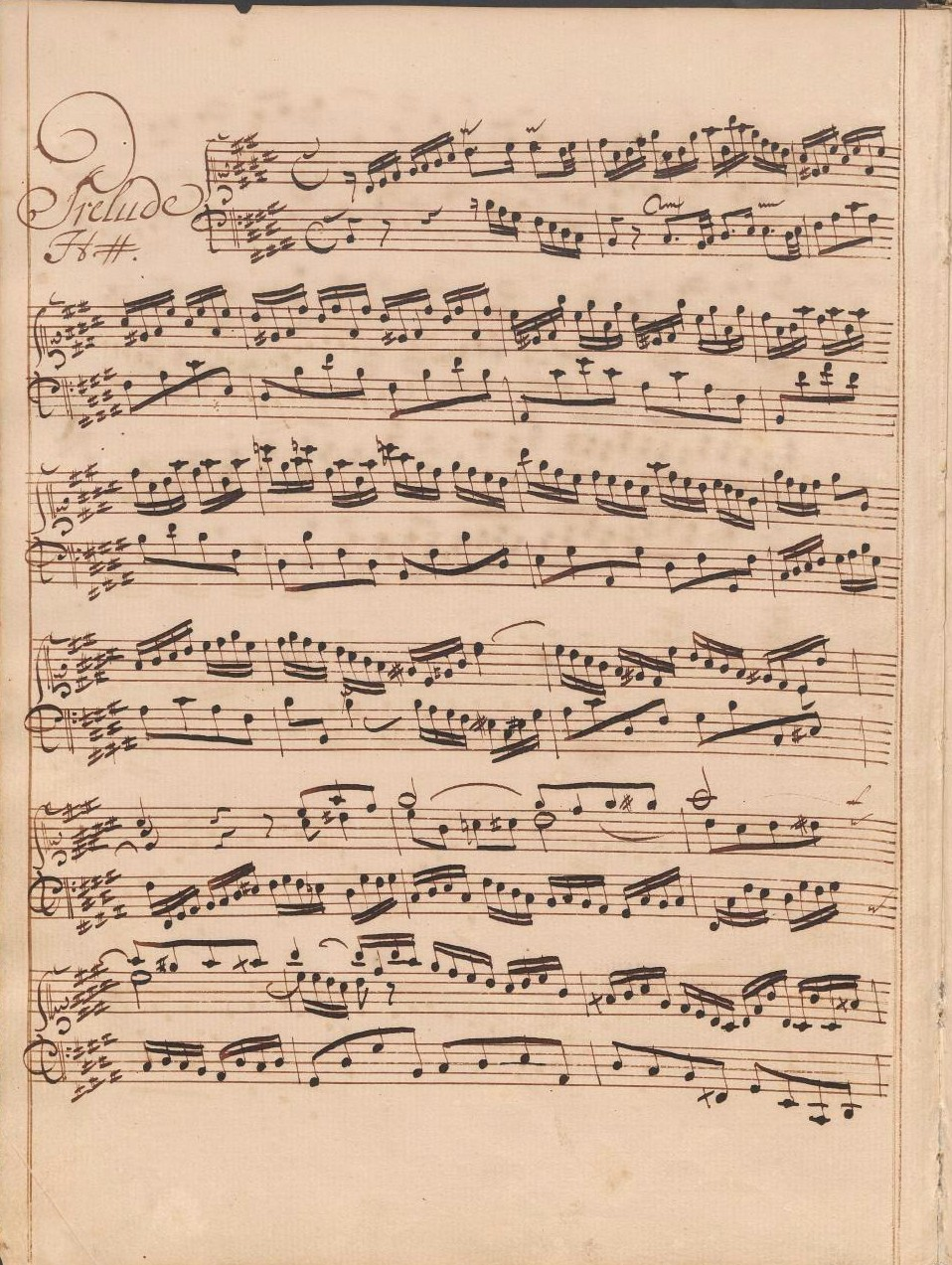
Début du prélude (Ms. P 430, Berlin).
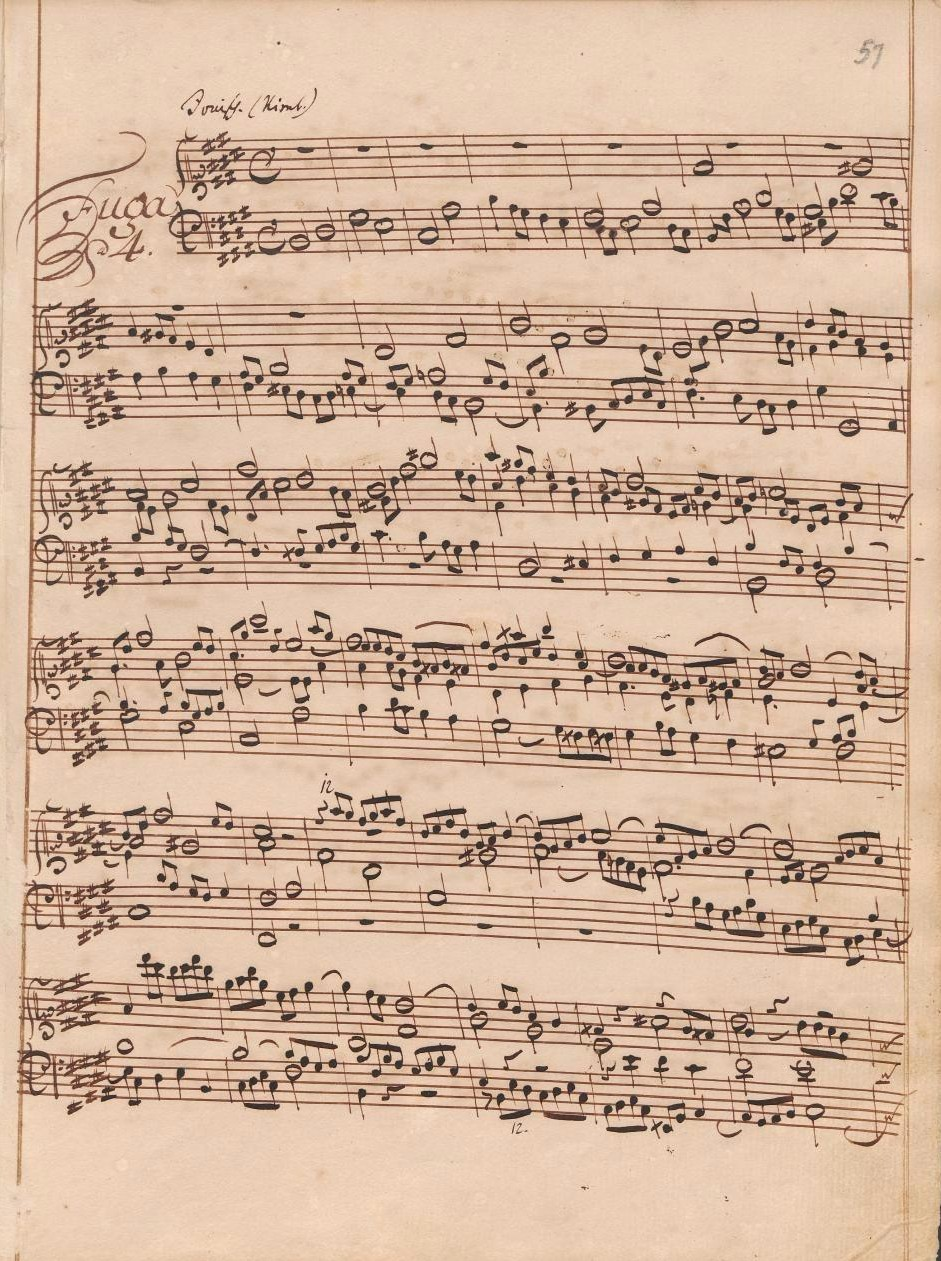
Début de la fugue (Ms. P 430, Berlin).
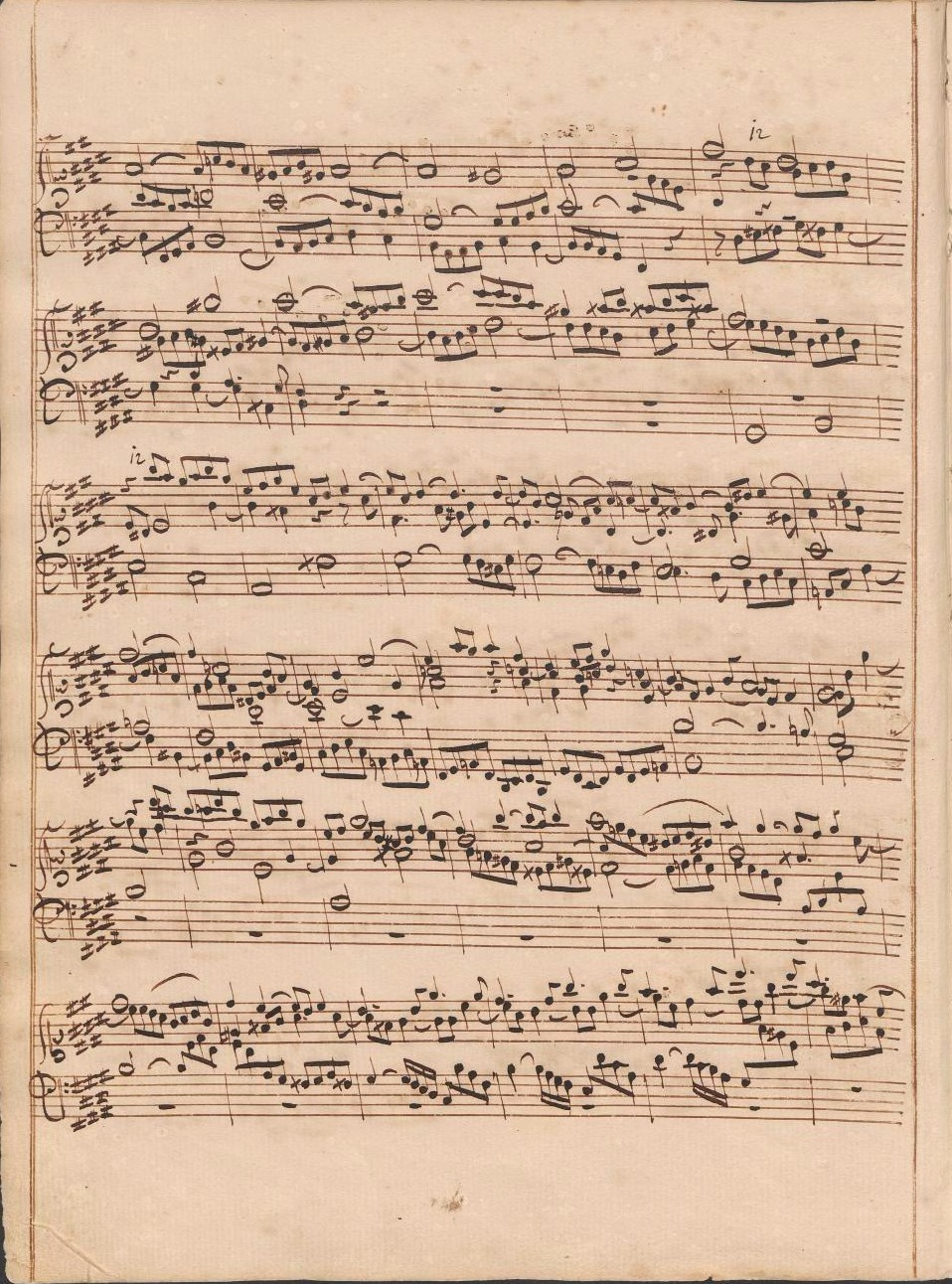
Seconde page de la fugue.
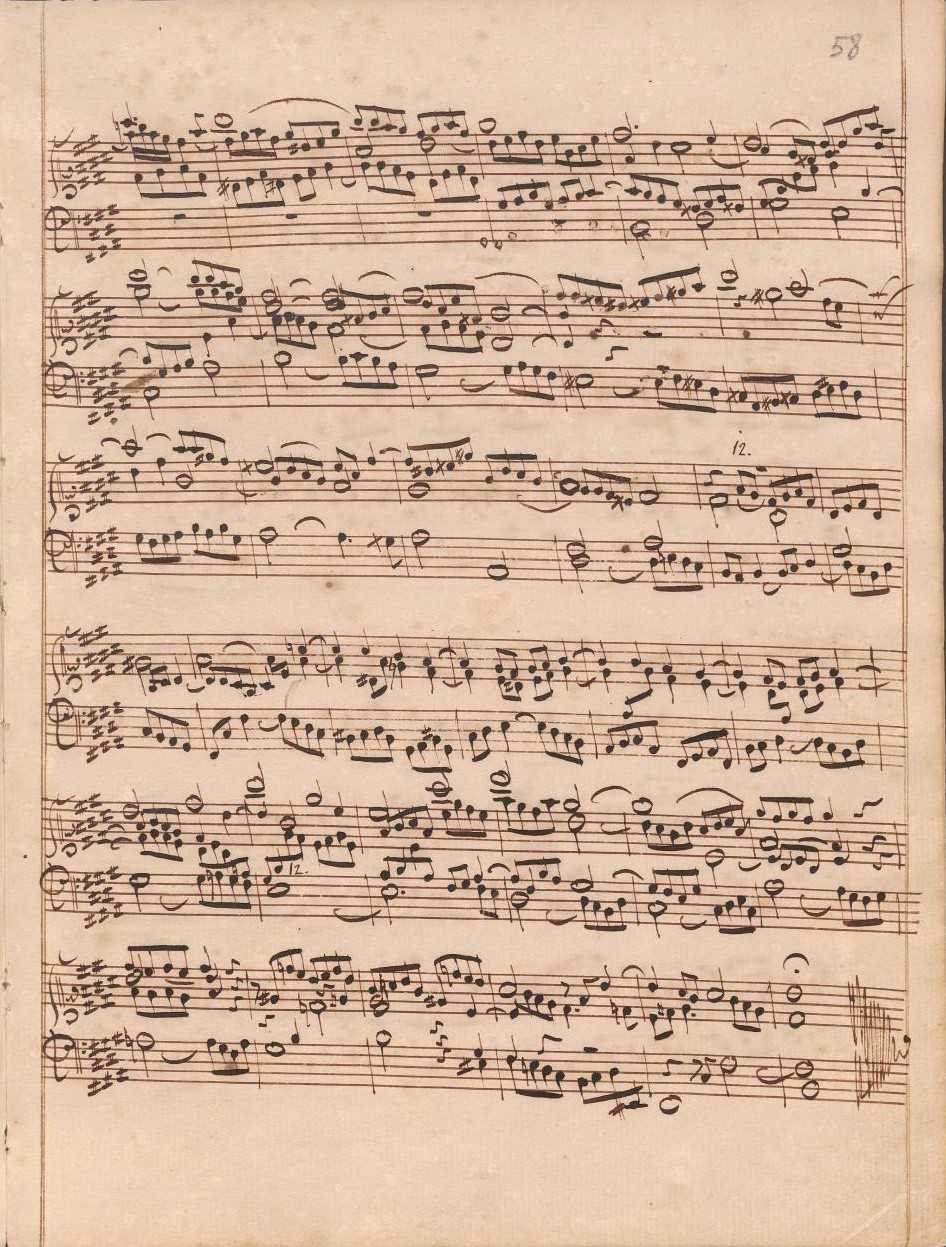
Fin de la fugue.

## Postérité
Emmanuel Alois Förster (1748–1823) a réalisé un arrangement pour quatuor à cordes de la fugue, interprété notamment par le Quatuor Emerson.
Théodore Dubois en a réalisé une version pour piano à quatre mains publiée en 1914.